# 에토레 스콜라
에토레 스콜라(이탈리아어: Ettore Scola, 1931년 5월 10일~2016년 1월 19일)는 이탈리아의 영화 감독, 각본가이다. 마리오 모니첼리, 루이지 코멘치니, 난니 로이, 디노 리시와 함께 이탈리안 스타일 코미디(Commedia all'italiana) 장르 영화의 거장 중 한 명이다.

## 작품 목록
- 하우 스트레인지 투 비 네임드 페데리코! (2013)
- 소단큘라 포에버 (2010)
- 룰티모 가토파르도 (2010)
- 불공평한 경쟁 (2001, Concorrenza sleale)
- 만찬 (1998)
- 스플랜도르 (1988)
- 마카로니 (1985)
- 발랜도 발랜도 (1983)
- 바렌느의 밤 (1982)
- 테라스 (1980)
- 특별한 날 (1977)
- 추하고 더럽고 미천한 (1976)
- 굿나잇, 레이디스 앤 젠틀맨 (1976)
- 우리는 그토록 사랑했네 (1974)
- 라 피우 벨라 세라타 델라 미아 비타 (1972)
- 질투의 드라마 (1970)
- 애니원 캔 플레이 (1968)
- 아이 뉴 허 웰 (1965)
- 레츠 토크 어바웃 우먼 (1964)
- 로링 이어스 (1962)
- 마타토르 (1960)
- 넬 블루 디핀토 디 블루 (1959)
- 클레오파트라와 이틀밤 (1953)